# Iván Cédric
Iván Cédric Bikoue Embolo (Madrid, España, 22 de diciembre de 2001) es un futbolista hispanocamerunés que juega de delantero en la U. D. Las Palmas de la Segunda División de España.

## Trayectoria
Nace en Madrid, donde sus padres emigrantes de Camerún se conocieron.
Se forma en las canteras de varios clubes madrileños, tales como C. D. Ciudad de Móstoles, C. D. Móstoles URJC, EMF Aluche, C. D. Humanes y C. D. Los Yébenes San Bruno, donde debuta con el primer equipo el 19 de mayo de 2019 al entrar como suplente en la segunda mitad de una victoria por 2-0 frente al C. F. Fuenlabrada "B" en la Preferente de Madrid. En julio ficha por la A. D. Alcorcón y regresa al fútbol base.
Asciende al filial de la A. D. Alcorcón para la Tercera División de España 2020-21 y anota sus primeros goles el 29 de noviembre de 2020, con un doblete en la victoria por 3-0 frente a la A. D. Parla. El 19 de agosto de 2021 sale cedido al C. D. Toledo de la Segunda Federación por una temporada.
El 28 de julio de 2022 fichó por al Real Valladolid C. F. para jugar en su filial en la Segunda Federación. Logró debutar con el primer equipo el 11 de agosto de 2023 saliendo como titular en una victoria por 2-0 frente al Sporting de Gijón en la Segunda División, anotando además el primero de los goles de su equipo.
El 24 de junio de 2024 fichó por la U. D. Las Palmas de la Primera División de España, tras finalizar su contrato con el Valladolid, firmando por dos años más otros dos opcionales. Realizó la pretemporada con el equipo amarillo, para luego ser cedido el 30 de agosto al Barcelona Atlètic por una temporada con opción de compra al final de la misma.
En julio de 2025 volvió a la U. D. Las Palmas solo para hacer la pretemporada, puesto que el 1 de agosto volvió a ser cedido, ahora al Vanspor FK de la Primera División TFF de Turquía.

## Estadísticas

### Clubes
Actualizado al último partido disputado el 24 de mayo de 2025.
| Club                                    | Div.          | Temporada     | Liga  | Liga  | Copas nacionales | Copas nacionales | Copas internacionales | Copas internacionales | Total | Total |
| Club                                    | Div.          | Temporada     | Part. | Goles | Part.            | Goles            | Part.                 | Goles                 | Part. | Goles |
| --------------------------------------- | ------------- | ------------- | ----- | ----- | ---------------- | ---------------- | --------------------- | --------------------- | ----- | ----- |
| A. D. Alcorcón "B" · España             | 3.ª           | 2020-21       | 25    | 10    | —                | —                | ―                     | ―                     | 25    | 10    |
| A. D. Alcorcón "B" · España             | Total club    | Total club    | 25    | 10    | 0                | 0                | 0                     | 0                     | 25    | 10    |
| C. D. Toledo · España                   | 2.ª F         | 2021-22       | 31    | 8     | 1                | 0                | ―                     | ―                     | 32    | 8     |
| C. D. Toledo · España                   | Total club    | Total club    | 31    | 8     | 1                | 0                | 0                     | 0                     | 32    | 8     |
| Real Valladolid C. F. Promesas · España | 2.ª F         | 2022-23       | 29    | 13    | —                | —                | ―                     | ―                     | 29    | 13    |
| Real Valladolid C. F. Promesas · España | 2.ª F         | 2023-24       | 5     | 0     | —                | —                | ―                     | ―                     | 5     | 0     |
| Real Valladolid C. F. Promesas · España | Total club    | Total club    | 34    | 13    | 0                | 0                | 0                     | 0                     | 34    | 13    |
| Real Valladolid C. F. · España          | 2.ª           | 2023-24       | 12    | 2     | 2                | 0                | ―                     | ―                     | 14    | 2     |
| Real Valladolid C. F. · España          | Total club    | Total club    | 12    | 2     | 2                | 0                | 0                     | 0                     | 14    | 2     |
| F. C. Barcelona Atlètic · España        | 1.ª F         | 2024-25       | 29    | 8     | ―                | ―                | ―                     | ―                     | 29    | 8     |
| F. C. Barcelona Atlètic · España        | Total club    | Total club    | 29    | 8     | 0                | 0                | 0                     | 0                     | 29    | 8     |
| Vanspor FK Turquía                      | 2.ª           |               |       |       |                  |                  |                       |                       |       |       |
| Vanspor FK Turquía                      | Total club    |               |       |       |                  |                  |                       |                       |       |       |
| Total carrera                           | Total carrera | Total carrera | 131   | 41    | 3                | 0                | 0                     | 0                     | 131   | 41    |